# Russell Joseph McVinney
Russell Joseph McVinney (Warren, 25 novembre 1898 – Watch Hill, 10 agosto 1971) è stato un vescovo cattolico statunitense.

## Biografia
Russell Joseph McVinney nacque a Warren, nel Rhode Island, il 25 novembre 1898 da Thomas McVinney e Catherine (nata Blessington). Fu battezzato nella chiesa di Santa Maria della Baia a Warren il mese successivo. Poco dopo la sua nascita la famiglia si trasferì nel quartiere di Mount Pleasant a Providence.

### Formazione e ministero sacerdotale
Poiché non c'era una scuola parrocchiale nella parrocchia del Santissimo Sacramento, iniziò gli studi all'Academy Avenue Grade School, la scuola pubblica locale. Frequentò anche la School of Religion di padre Simmons, il programma di educazione religiosa della parrocchia Santissimo Sacramento.
Nel 1912 si iscrisse all'Accademia La Salle di Providence e nel 1916 conseguì il diploma. Studiò al St. Charles College di Catonsville dal 1916 al 1918 al Grand Séminaire di Montréal dal 1918 al 1920 e al seminario "San Bernardo" di Rochester dl 1920 al 1921. Con la conclusione della prima guerra mondiale, fu mandato a completare gli studi presso il Collegio americano dell'Immacolata Concezione di Lovanio.
Il 13 luglio 1924 fu ordinato presbitero per la diocesi di Providence. Dopo il suo ritorno in patria, prestò brevemente servizio presso la cattedrale dei Santi Pietro e Paolo e poi divenne curato della chiesa di San Patrizio a Harrisville. Dal 1929 al 1936 fu curato presso la chiesa di Sant'Edoardo e insegnante presso la St. Raphael Academy di Pawtucket. Nel 1935 studiò giornalismo per un anno all'Università di Notre Dame a South Bend. Dal 1936 al 1941 fu editore associato del giornale diocesano Providence Visitor e prestò servizio pastorale presso la cattedrale dei Santi Pietro e Paolo. Nel 1938 diresse il pellegrinaggio diocesano al congresso eucaristico di New Orleans. Nel 1941 venne nominato primo rettore del seminario "Nostra Signora della Provvidenza" di Warwick, un istituto aperte poco prima. Durante suo mandato di rettore fu anche esaminatore prosinodale e segretario del gruppo di esaminatori del clero giovane dal 1943 al 1948.

### Ministero episcopale
Il 29 maggio 1948 papa Pio XII lo nominò vescovo di Providence. Ricevette l'ordinazione episcopale il 14 luglio successivo dall'arcivescovo Amleto Giovanni Cicognani, delegato apostolico negli Stati Uniti d'America, co-consacranti il vescovo di Hartford Henry Joseph O'Brien e il vescovo coadiutore di Fall River James Louis Connolly.
Fu il primo nativo del Rhode Island a guidare la diocesi di Providence. Durante il suo episcopato istituì 28 nuove parrocchie, per lo più in aree suburbane in rapida crescita e nelle zone rurali della diocesi. Fondò 40 nuove scuole cattoliche e supervisionò la costruzione di nuovi edifici per molti istituti preesistenti. Nel 1954 aprì l'ospedale "Nostra Signora di Fatima" per malati cronici a North Providence.
L'8 ottobre 1952 convocò il quarto sinodo diocesano. Fondò le congregazioni delle Suore di Nostra Signora della Provvidenza nel 1955 e dei Fratelli di Nostra Signora della Provvidenza nel 1959. Nel 1957, per accogliere il crescente numero di seminaristi del seminario "Nostra Signora della Provvidenza", curò la costruzione di un complesso di nuovi edifici. Tra il 1962 e il 1965 partecipò a tutte e quattro le sessioni del Concilio Vaticano II a Roma. Dopo la conclusione del Concilio, creò una commissione liturgica diocesana nel giugno del 1964 e una delle prime commissioni ecumeniche diocesane del paese nel gennaio del 1965. Istituì anche l'Apostolato Cattolico della Città Interna nel 1966 e la commissione diocesana per le relazioni umane nel 1967.
L'alma mater di McVinney, il Collegio americano dell'Immacolata Concezione di Lovanio, chiuse alla vigilia della seconda guerra mondiale. Nel 1949 i vescovi degli Stati Uniti iniziarono a parlare di riaprire il seminario. McVinney, insieme al vescovo di Manchester Matthew Francis Brady, divenne un convinto sostenitore della riapertura.
Quando nel 1951 i vescovi votarono per ristabilire il collegio, McVinney fu nominato presidente del nuovo consiglio dei vescovi. Nominò rettore padre Thomas Francis Maloney, un sacerdote della sua diocesi ed ex alunno del collegio. Maloney tornò a Lovanio nella primavera del 1952 con i nuovi seminaristi. Un certo numero di essi provenivano da Providence. Nel 1957, con la celebrazione del centenario di fondazione, il collegio fu rinnovato in modo significativo e, a seguito del boom delle vocazioni che il paese conobbe negli anni '50, oltre un centinaio di seminaristi vivevano e studiavano in questo prestigioso istituto. McVinney, fu presente alle celebrazioni del centenario e ricevette la laurea honoris causa dall'Università Cattolica di Lovanio, insieme a monsignor Fulton John Sheen.
Sostenne diverse cause sociali a favore dei poveri, un'opera che oggi prosegue con il Bishop Russell J. McVinney Fund for the Poor. I suoi progetti finali furono l'avvio di importanti lavori di ristrutturazione della cattedrale dei Santi Pietro e Paolo a Providence. Purtroppo non visse abbastanza da vedere completati.
Morì nella residenza vescovile di Watch Hill il 10 agosto 1971 all'età di 72 anni. Inizialmente fu sepolto nel cimitero dei chierici situato nella proprietà del ritiro diocesano presso la tenuta Aldrich di Warwick Neck, Warwick. Nel 1986, in seguito alla quotazione del patrimonio come garanzia per circa 14,2 milioni di dollari di prestiti da destinare a risarcimenti per vittime di abusi sessuali da parte di sacerdoti, i resti di 38 sacerdoti e del vescovo McVinney furono riesumati e trasferiti nel cimitero di San Francesco a Pawtucket.

## Opinioni

### Comunione in mano
McVinney si oppose alla ricezione della comunione sulle mani, ritenendo che la pratica violasse la dignità sia del comunicante che dell'ostia consacrata. Quando la questione arrivò alla Conferenza nazionale dei vescovi cattolici nel 1970, definì la proposta una "procedura pericolosa che porta a un precipitoso declino" e un invito a "stranezze".

### Divorzio
McVinney interpretò rigorosamente il diritto canonico in materia di divorzio. Nell'ottobre del 1952 dichiarò che agli avvocati cattolici era proibito "sotto pena di peccato mortale" rappresentare i ricorrenti in cause di separazione, divorzio o annullamento di un matrimonio celebrato da un prete cattolico, a meno che non avessero ottenuto il previo permesso del loro vescovo; che i cattolici non potevano essere presenti ai matrimoni "tentati" da un cattolico davanti a un ecclesiastico non cattolico o a un giudice di pace, e non devono mostrare la loro approvazione (ad esempio, partecipando a una festa di matrimonio, facendo un regalo di nozze); che i cattolici che sono essi stessi invalidamente sposati non possano fare da testimoni, valletti, o damigelle d'onore a un matrimonio cattolico; e che a tutti i cattolici è vietato essere testimoni, valletti o damigelle d'onore ai matrimoni che non sono celebrati da un prete cattolico.

### Film
Nel 1957 McVinney esortò i cattolici a seguire il divieto della Legion of Decency contro il film Baby Doll - La bambola viva anche nella sua versione censurata.

### Moralità
Nel 1952, alla cerimonia di inaugurazione del Manhattan College, McVinney condannò la moralità contemporanea che tentava di "cavalcare le tracce della democrazia" e incoraggiò l'obbedienza a uno standard etico "oggettivo".

### Politica
Durante le elezioni del Senato degli Stati Uniti del 1970, McVinney ha rimproverò il padre John McLaughlin, un prete gesuita, per essersi candidato al Senato degli Stati Uniti senza il suo permesso. Disse che la candidatura di McLaughlin "ha causato molta confusione e incomprensioni in questo Stato". McLaughlin affermò di non aver bisogno del permesso di McVinney per correre, e che il suo avversario, John O. Pastore, e McVinney erano "amici di lunga data". Le elezioni furono vinte da Pastore.

## Genealogia episcopale e successione apostolica
La genealogia episcopale è:
- Cardinale Scipione Rebiba
- Cardinale Giulio Antonio Santori
- Cardinale Girolamo Bernerio, O.P.
- Arcivescovo Galeazzo Sanvitale
- Cardinale Ludovico Ludovisi
- Cardinale Luigi Caetani
- Cardinale Ulderico Carpegna
- Cardinale Paluzzo Paluzzi Altieri degli Albertoni
- Papa Benedetto XIII
- Papa Benedetto XIV
- Papa Clemente XIII
- Cardinale Marcantonio Colonna
- Cardinale Giacinto Sigismondo Gerdil, B.
- Cardinale Giulio Maria della Somaglia
- Cardinale Carlo Odescalchi, S.I.
- Cardinale Costantino Patrizi Naro
- Cardinale Lucido Maria Parocchi
- Papa Pio X
- Cardinale Gaetano De Lai
- Cardinale Raffaele Carlo Rossi, O.C.D.
- Cardinale Amleto Giovanni Cicognani
- Vescovo Russell Joseph McVinney

La successione apostolica è:
- Vescovo Bernard Matthew Kelly (1964)
- Vescovo Ernest Bertrand Boland, O.P. (1966)